# Aufkletterschutz

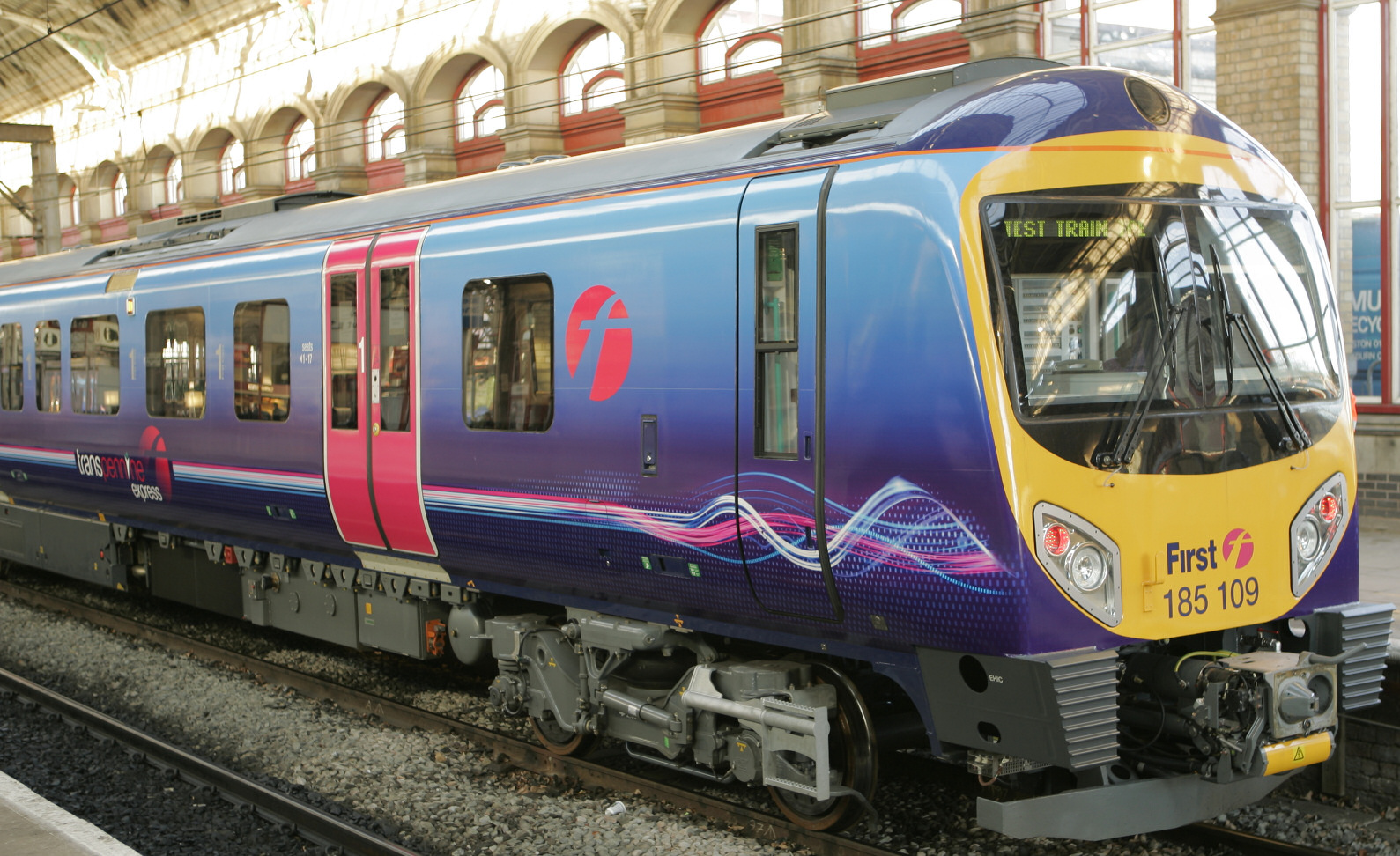
Desiro UK von Siemens: der Aufkletterschutz wird durch die beiden gerippten Platten links und rechts der Kupplung gebildet.

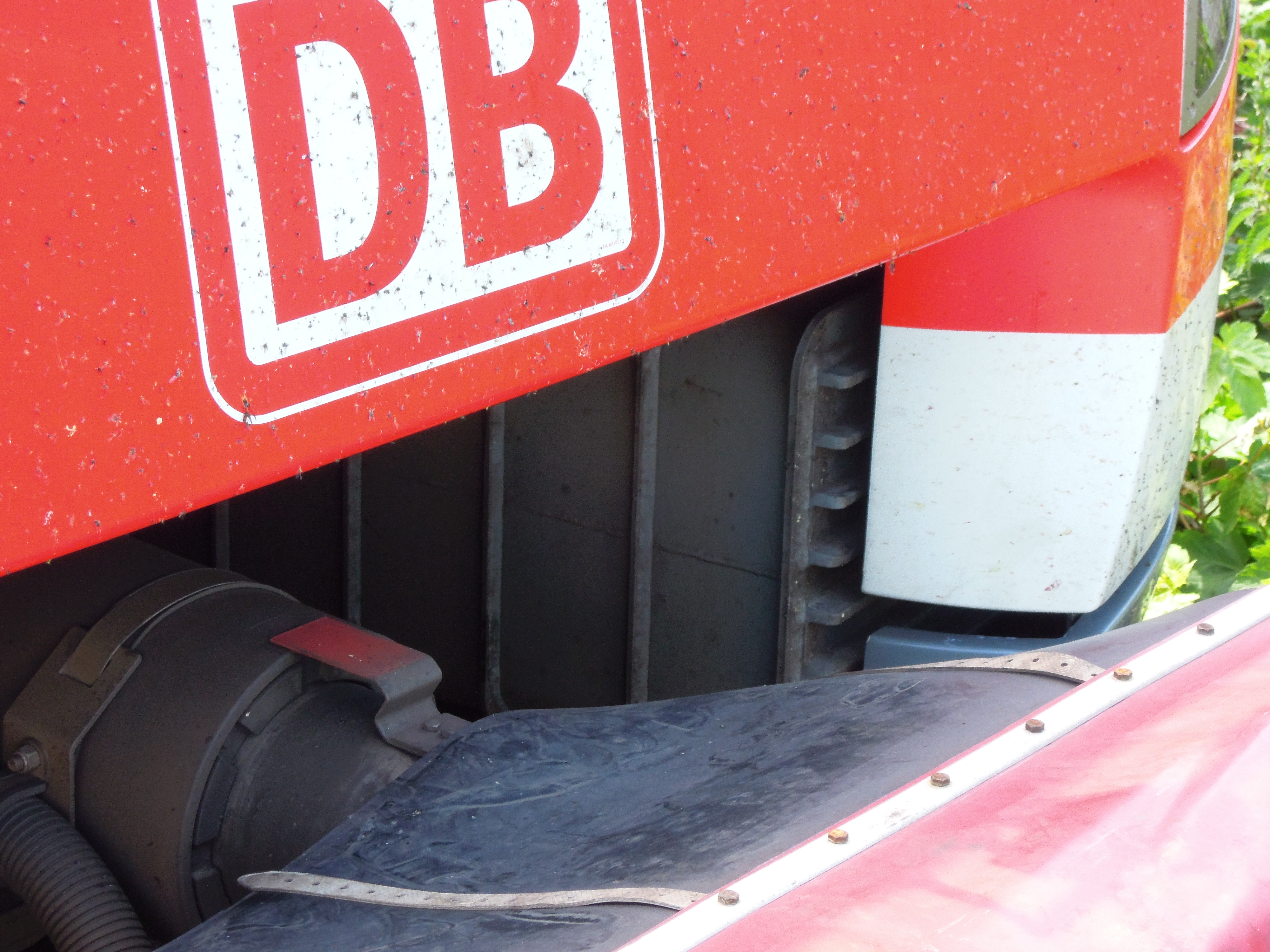
Bei einigen Fahrzeugen, wie der DB-Baureihe 422, ist der Aufkletterschutz hinter Verkleidungen angebracht

Der Aufkletterschutz bezeichnet eine Vorrichtung an Schienenfahrzeugen, die bei Zusammenstößen verhindert, dass der Wagenkasten von einem der Fahrzeuge in die Höhe gehoben und über den anderen Wagenkasten geschoben wird. Dieser Vorgang wird als Aufklettern bezeichnet. Bei Fahrzeugen ohne Aufkletterschutz wird oft der Aufbau des auf den Schienen verbliebenen Fahrzeugs durch den vergleichsweise stabilen Wagenboden des aufsteigenden Fahrzeugs zerstört, was oft viele Menschenleben fordert.
Bei Kesselwagen verhindert der Aufkletterschutz die Beschädigung des Kessels des auf den Schienen verbleibenden Fahrzeugs durch Eindringen der Puffer des benachbarten Fahrzeugs.
Die Vorrichtung ist an der Stirnseite der Fahrzeuge angebracht und besteht in der Regel aus einer Reihe horizontal angeordneter Rippen, welche sich beim Zusammenstoß mit dem gleichen Bauelement des benachbarten Fahrzeugs verkeilen und dadurch die vertikalen Kräfte aufnehmen können.
In Europa sind die Anforderungen an den Aufkletterschutz in der Europäischen Norm EN 15227 festgelegt. Diese Norm wurde 2011 erstmals veröffentlicht, hat jedoch eine Reihe von Vorgängern. Entscheidend war das von der Europäischen Kommission und der UIC finanzierte Forschungsprojekt SAFETRAIN, das 2001 endete. Aus einer europaweiten Analyse der Kollisionsunfälle wurden Referenz-Kollisionsunfälle abgeleitet, die den Großteil aller Kollisionsunfälle abdecken. Damit schuf man dann Computersimulationen, die die optimale Anordnung der energieabsorbierenden Bauteile ermittelten. Die Ergebnisse wurden dann mit Crash-Versuchen validiert, was schließlich 2008 in der seit 2000 bestehenden Norm DIN EN 12663-1 „Festigkeitsanforderungen an Wagenkästen von Schienenfahrzeugen“ veröffentlicht wurde.

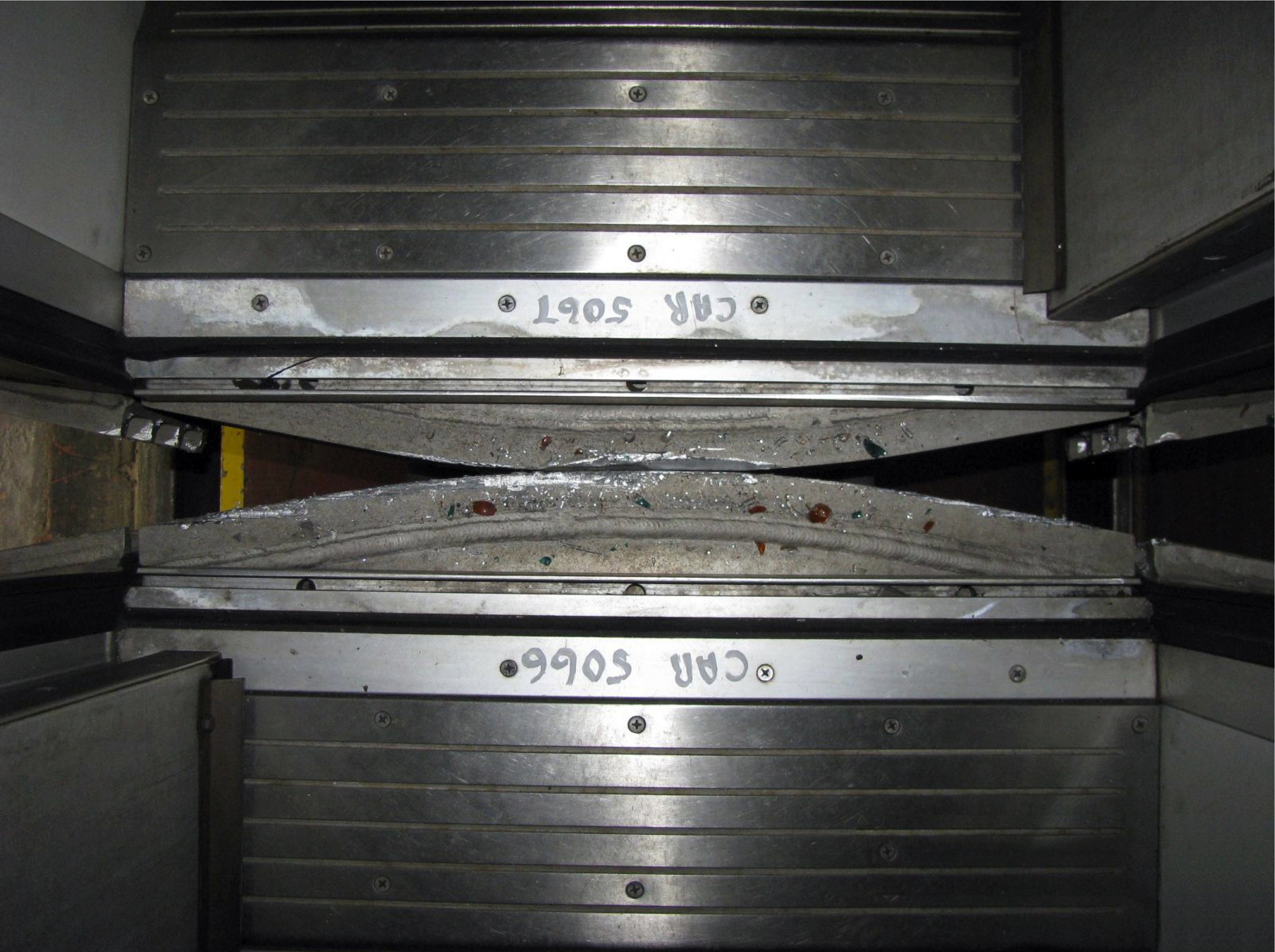
Aufkletterschutz im Kontakt nach einem Crash der Washington Metro

In Europa entspricht die Lage des Aufkletterschutz den gebräuchlichen Seitenpuffern, auch bei Fahrzeugen mit Mittelpufferkupplung (etwa 1000 mm über Schienenoberkante und beide Puffer 1750 mm voneinander entfernt). In Nordamerika wird der Aufkletterschutz über der Kupplung angebracht. Die Anforderungen an ein zugehöriges Crash Energy Management System mit Verzehrelementen wurden in einer Arbeitsgruppe der FRA ab 2005 definiert.